# Portage Creek
Portage Creek é uma Região censo-designada localizada no estado americano de Alasca, no Dillingham Census Area.

## Demografia
Segundo o censo americano de 2000, a sua população era de 36 habitantes.

## Geografia
De acordo com o United States Census Bureau, a localidade tem uma área de 34,0 km², sem área coberta por água.

## Localidades na vizinhança
O diagrama seguinte representa as localidades num raio de 56 km ao redor de Portage Creek.